# Monument au général Markov (Salsk)
Le monument au général Sergueï Markov est le premier monument à la mémoire d’un dirigeant des armées blanches érigé en Russie, le 13 décembre 2003 à Salsk (oblast de Rostov). Il est dédié au lieutenant général Sergueï Leonidovitch Markov (1878-1918).

## Projet
L’idée du monument est proposée en 2001 sur l’initiative d’un groupe autour de A. Alekaïev. Le projet est soutenu par l’administration du président de la fédération de Russie, le ministère des affaires étrangères et reçoit la bénédiction de l’archevêque de Rostov et Novotcherkassk.
Il est initialement prévu de construire le monument à Rostov-sur-le-Don, non loin de l’état-major de l’armée des volontaires de 1918. Finalement le choix se porte sur la ville de Salsk.
Après deux ans d’efforts l’administration de la ville de Salsk décide d’ériger le monument non loin du lieu où est décédé le général le 12 juin 1918 (25 juin dans le calendrier grégorien).

## Inauguration
L’inauguration du monument a lieu le 13 décembre 2003 en présence du vice-gouverneur de l’oblast de Rostov, de l’ataman des cosaques du Don V.P. Vodolatski et d’autres officiels. Le prince A.A. Troubetskoï, descendant d’émigrés russes blancs résidant en France, a également participé à la cérémonie.